# آتاری ۵۲۰۰
آتاری ۵۲۰۰ یک کنسول بازی رایانه‌ای از نسل دوم است که در سال ۱۹۸۲ توسط شرکت آتاری به عنوان رقیبی برای کنسول اینتلی‌ویژن عرضه شد. پردازنده این کنسول از نوع ۸ بیتی و دارای سرعت ۱٫۷۸ مگاهرتز بود و یک صفحه نمایش ۲۵۶ رنگ داشت.
بازی‌های این کنسول در کارتریج عرضه می‌شدند.

## سخت‌افزار

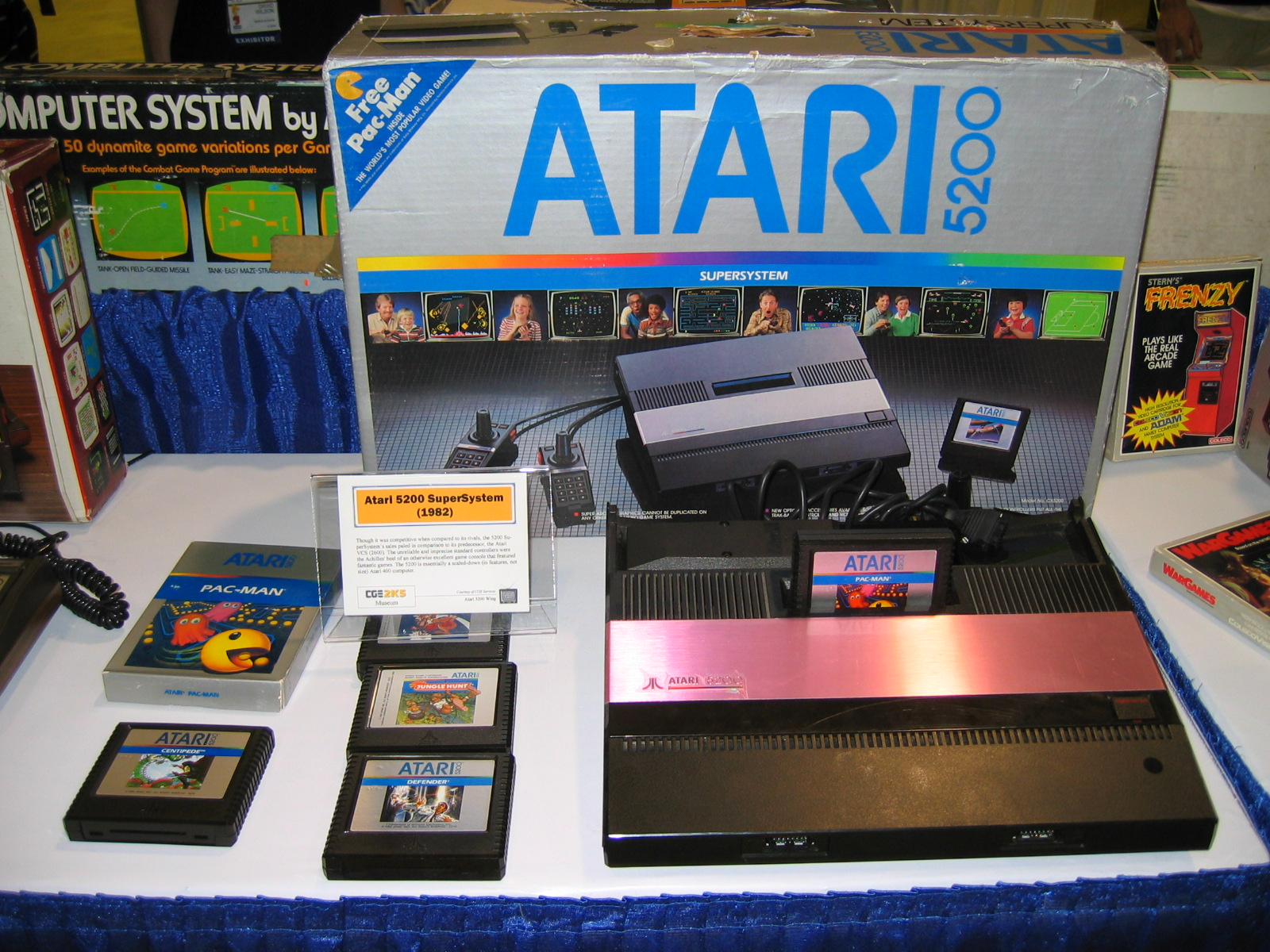
آتاری ۵۲۰۰

آتاری ۵۲۰۰ دارای یک پردازندهٔ ۸ بیتی، ۱۶ کیلوبایت حافظه، صفحه نمایشی با قابلیت تفکیک‌پذیری ۳۲۰ در ۱۹۲ و صدای چهار کاناله بود. نیروی نوع ۲ پورت این کنسول با یک منبع تغذیه ۱٫۹۵ آمپری تأمین می‌شد.

### پردازنده
پردازندهٔ این دستگاه نوعی از پردازنده است که در آتاری ۲۶۰۰ نیز استفاده شده‌است. این پردازنده از نوع تغییر یافته پردازندهٔ ۶۰۲۵ است که دارای سخت‌افزاری اضافی است تا چیپ کمک-پردازندهٔ گرافیکی، گذرگاه سی‌پی‌یو به دی‌ام‌آ را مدیریت کند.

### صدا
چیپ صدای این کنسول دارای چهار کانال مجزا بود و دانگ صدا، بلندی صدا و اعوجاج آن می‌توانستند منحصراً کم و زیاد شوند.